# Chrissy Teigen

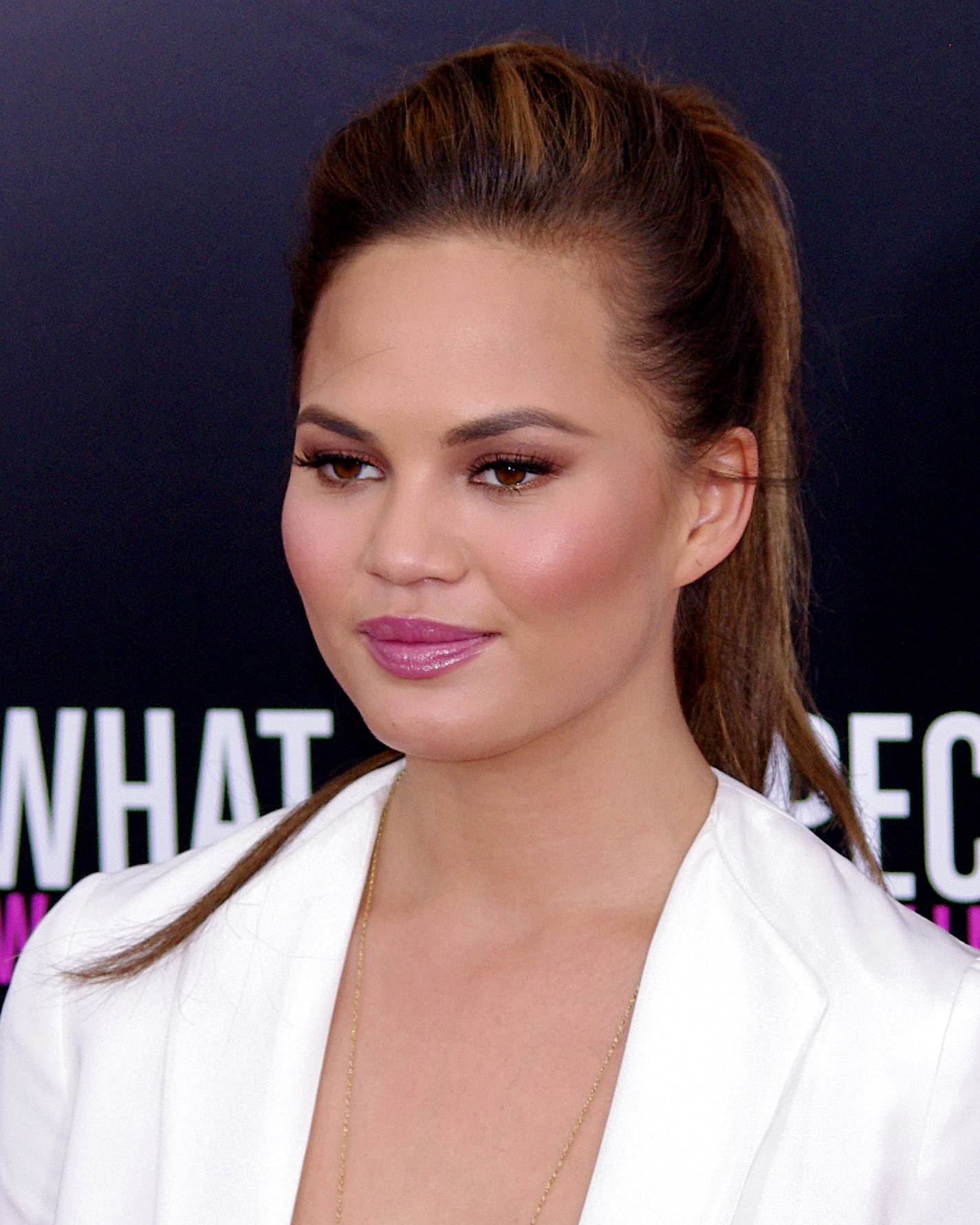
Chrissy Teigen (2012)

Christine Diane „Chrissy“ Teigen (* 30. November 1985 in Delta, Utah) ist ein US-amerikanisches Model.

## Leben und Karriere
Chrissy Teigen wuchs in der Kleinstadt Delta im US-Bundesstaat Utah auf. Ihr Vater stammt aus Norwegen und ihre Mutter aus Thailand.
Sie wurde in einem Surf-Shop entdeckt. Ihre Karriere begann 2004 bei der Modeagentur IMG Models. Durch die Wahl zur IMG Babe erreichte sie weitreichende Bekanntheit. Später erschien sie unter anderem auf dem Cover von Maxim und Cosmopolitan. Zudem erschien sie in den Zeitschriften Sports Illustrated, Vogue und Esquire.
Am 23. Februar 2016 veröffentlichte sie das Kochbuch Cravings, das ein Bestseller der New York Times wurde.
Sie ist mit dem Sänger John Legend verheiratet, den sie 2007 am Set des Musikvideos Stereo kennengelernt hatte. Die Hochzeit fand am 14. September 2013 in Como (Italien) statt. Er widmete ihr das Lied All of Me. 2016 kam ihre Tochter zur Welt. 2018 wurde sie Mutter eines Sohnes. Die zweite Tochter kam 2023 zur Welt und der zweite Sohn per Leihmutterschaft ebenfalls im Jahr 2023.

## Gesellschaftliches Engagement
Gemeinsam mit ihrem Mann spendete Teigen 2018 $25.000 an den March for Our Lives, eine Demonstration gegen Schusswaffen.
Anlässlich des Geburtstags des damaligen Präsidenten Trump gab das Paar einer liberalen NGO eine große Geldspende.
Im Februar 2023 wurde ein Tweet Teigens Gegenstand einer Anhörung im Rechenschafts-Ausschuss des U.S.-Repräsentantenhauses im Zusammenhang mit Zensur-Vorwürfen gegen Twitter.

## Filmografie
- 2014: Inside Amy Schumer (Fernsehserie, Episode 2x04 Boner Doctor)
- 2015: The Mindy Project (Fernsehserie, Episode 3x13 San Francisco Bae)
- 2019: Die Simpsons (The Simpsons, Episode 31x12 The Miseducation of Lisa Simpson, Stimme)
- 2021: Die Mitchells gegen die Maschinen (The Mitchells vs. the Machines, Stimme)[10]
- 2021: Mr. Mayor (Fernsehserie, Episode 1x03 Brentwood Trash)